# Pat Metheny
Patrick Bruce "Pat" Metheny, född 12 augusti 1954 i Lee's Summit, Missouri, är en amerikansk jazzgitarrist och kompositör.
Han är en av de mest framgångsrika jazzmusikerna sedan 1970-talet, ledare av bandet Pat Metheny Group och involverad i duetter, soloverk och andra projekt. Hans stil innehåller progressiv och modern jazz, post-bop, jazz-rock fusion och folk-jazz. Han är den ende musikern att vinna 20 Grammy i 10 olika kategorier.

## Biografi
Metheny föddes och växte upp i Lee's Summit, Missouri, en förort sydost om Kansas City. Efter examen från Lee's Summit High School började han på University of Miami i Coral Gables, Florida. Efter att Metheny dragit sig tillbaka från University of Miami efter sin första termin, blev han erbjuden en lärarposition.
Metheny klev in på jazz-scenen på allvar då han 1975 som 20-åring blev medlem i vibrafonisten Gary Burtons band och spelade in Bright Size Life med basisten Jaco Pastorius och trummisen Bob Moses.
Methenys nästa inspelning, Watercolors (1977), var den första där pianisten Lyle Mays medverkade, Methenys mest kände samarbetspartner. Methenys nästa album formade detta partnerskap och startade Pat Metheny Group, innehållande flera låtar skrivna tillsammans med Mays; albumet släpptes som det självbetitlade Pat Metheny Group och utgavs av ECM. Pat Metheny har också gett ut framstående solo-, trio-, kvartett- och duett-inspelningar med musiker som Jim Hall, Dave Holland, Roy Haynes, Gary Burton, Chick Corea, Pedro Aznar, Jaco Pastorius, Charlie Haden, John Scofield, Jack DeJohnette, Herbie Hancock, Bill Stewart, Ornette Coleman, Brad Mehldau, Joni Mitchell och många andra.
Pat Metheny har också deltagit projekt som Song X med Ornette Coleman; Parallel Realities; och Jazz Baltica, med Ulf Wakenius och andra skandinaviska jazzmusiker, och skivor tillsammans med några stora kvinnliga musiker som Silje Nergaard på Tell Me Where You're Going (1990), Noa på Noa (1994), och Anna Maria Jopek på Upojenie (2002).
Pat Metheny har turnerat i över trettio år, och har i genomsnitt genomfört 120-240 konserter per år. Han har skrivit över 200 låtar och fortsätter att tänja de musikaliska gränserna i både sin komposition och sitt framförande.
Pat Metheny utnämndes 2018 till utländsk ledamot av Kungliga Musikaliska Akademien.

## Pat Metheny Group

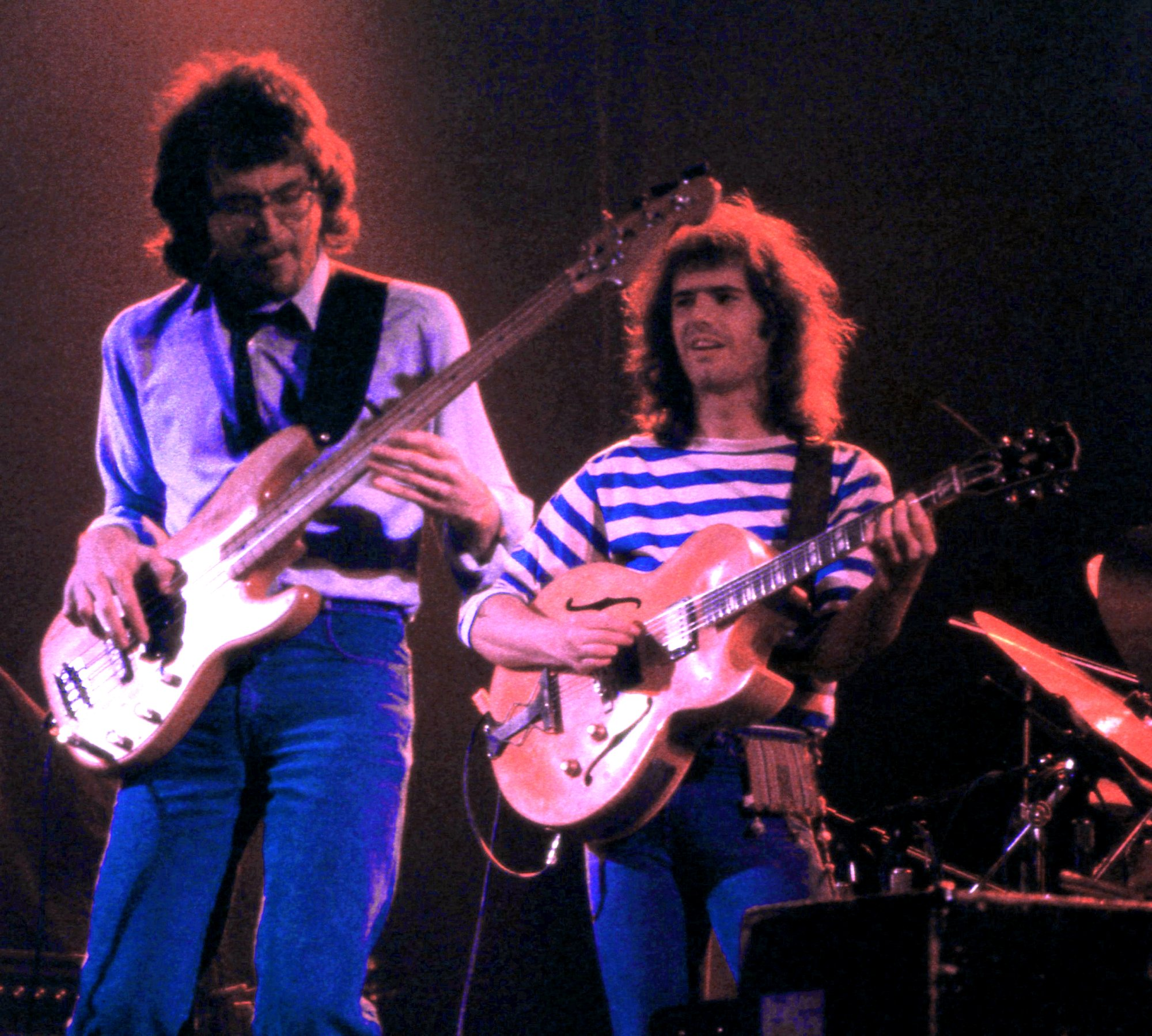
Steve Rodby och Pat Metheny

The Pat Metheny Group är ett jazzband som startade 1977. Den första Pat Metheny Group-utgåvan, Pat Metheny Group från 1978, innehåller den skrivande duon av Pat Metheny och pianisten Lyle Mays, ett samarbete som skulle bestå i över tjugofem år och femton album. På skivan förekom även den basspelande och Jaco Pastorius-influerade musikern Mark Egan. Gruppens andra album, American Garage (1980), var en utbrytande hit, nådde #1 på Billboard Jazz-listan och även på pop-listorna, beroende mest på styrkan på skivans öppningsspår "(Cross the) Heartland" som skulle bli en ihågkommen signatur för gruppen. Denna tidiga inkarnation av gruppen inkluderade Dan Gottlieb på trummor och Mark Egan på bas.
Gruppen byggde upp sina stora succé genom konstant turnerande över hela USA och Europa. Den tidiga gruppen hade ett unikt och eget sound, i synnerhet av Methenys Gibson ES-175-gitarr och Mays Oberheim och Sequential Circuits Prophet V synthesizers och Steinway piano. Även under detta tidiga stadium spelade bandet en bred blandning av olika stilar från folk till rock till experimentell. Metheny började senare att använda sig av Roland GR300 gitarrsynthesizer och Synclavier guitar system skapat av New England Digital. Mays expanderade sin utrustning med Synclavier keyboard och senare med många andra synthesizers.
Från 1982 till 1985 släppte Pat Metheny Group Offramp (1982) live-utgåvan Travels (1983), First Circle (1984) och även The Falcon and the Snowman (1985), ett soundtrackalbum för filmen med samma namn då de även samarbetade med David Bowie (This is not America). Offramp var första skivan där basisten Steve Rodby medverkade (ersatte Mark Egan) och den brasilianske "gästartisten" Naná Vasconcelos vars arbete på percussion och textfri sång satte en stämpel och blev en utbyggnad av gruppens influerande sound av latinsk musik. En tendens som skulle fortsätta och intensifieras på First Circle med utbyggnaden av den argentinske multiinstrumentalisten Pedro Aznar, som också skulle innehålla gruppens debut-trummis, Paul Wertico (Danny Gottliebs ersättare) – både Rodby och Wertico var medlemmar av Fred Simon Group vid den tidpunkten, och hade spelat i Simon-Bard också, i Chicago, innan de började arbeta med Metheny.  
Denna period blev en höjdpunkt av kommersiell popularitet för gruppen, särskilt för live-inspelningen Travels. First Circle skulle också bli Methenys sista projekt på skivbolaget ECM; Metheny hade blivit en mycket betydande artist för ECM men valt att lämna skivbolaget efter att han och bolagets grundare, Manfred Eicher, inte kunde komma överens. De tre kommande Pat Metheny Group-utgivningarna skulle basera sig på en fortsatt intensifiering av brasilianska rytmer som man hört under det tidiga 1980-talet. Ytterligare latin jazz-musiker medverkade som gäster, framförallt den brasilianska percussion-spelaren Armando Marçal. Still Life (Talking) (1987) var gruppens första utgåva på det nya skivbolaget Geffen Records, och innehöll flera populära spår.
Albumets första spår, "Minuano (Six Eight)", är ett tydligt exempel på en Pat Metheny Group-kompositionsstil från den här perioden: låten börjar med en jäktande moll-sektion från Mays, som sedan går över i ett tydligt dur-huvudtema av Metheny, vilket leder vidare till ett harmonierande-modulerande mellanspel som skapar en viss spänning och är till slut besluten till original huvudtemat. En annan populär höjdpunkt på skivan var "Last Train Home". Skivan Letter from Home från 1989 fortsatte i dessa fotspår, med en tydligare ton av latin jazz, i deras bossa och samba-kompositioner.
Metheny började vid denna tidpunkt åter att göra solo- och andra bandprojekt, och fyra år gick innan nästa skiva från Pat Metheny Group kom; ett livealbum med titeln The Road to You, som innehöll låtar från två Geffen-studioalbum blandat med nya låtar. 
De tre nästkommande Pat Metheny Group utgivningarna We Live Here (1995), Quartet (1996), och Imaginary Day (1997), är Mays/Metheny-kompositioner som tar avstånd från den latinska jazz-stilen vilket har dominerat deras skivor tio år tidigare, dessa album var de mest breda inom stil och gruppens minst kommersiella utgåvor, inklusive experimenterande med hip-hop-trummor, fria improvisationer på akustiska instrument, och symfoniska signaturer, blues och sonata-intriger. 
Efter ännu ett uppbrott återuppstod Pat Metheny Group 2002 i och med publiceringen av skivan Speaking of Now, ännu ett byte i riktningen att anlita musiker till bandet som var en generation yngre och således växt upp med Pat Metheny Group. De nya medlemmarna blev trummisen Antonio Sanchez från Mexico City, trumpetaren Cuong Vu även basist, sångare, gitarrist, och percussionisten Richard Bona från Kamerun. 
Den senaste utgåvan, The Way Up (2005), är ännu ett stort inspelningskoncept som består av ett 68 minuter långt verk (uppdelat i fyra sektioner enbart för CD-navigering), ett tätt organiserat, men inte ett oavbrutet verk baserat på ett par tre-nots grundstommar. På The Way Up blev munspelaren Grégoire Maret från Schweiz introducerad som en ny gruppmedlem, medan Richard Bona medverkade endast som gästmusiker.
The Way Up släpptes via Nonesuch Records. Ursprungsmedlemmarna var Pat Metheny, Lyle Mays (piano, keyboards) och Steve Rodby (kontra- och elbas) som gick med i bandet 1980. Trummisen Paul Wertico ersatte Dan Gottlieb år 1984, och spelade gruppen i mer än arton år, tills han blev ersatt av Antonio Sanchez, även en medlem i The Pat Metheny Trio.
De nuvarande medlemmarna i Pat Metheny Group är Pat Metheny (gitarrer), Lyle Mays (piano och keyboards), Steve Rodby (kontrabas, elbas), Antonio Sanchez (trummor), Cuong Vu (trumpet). Andra musiker som regelbundet har blivit anlitade för Metheny Group-turnéerna är: Mark Ledford (sång, trumpet, gitarr), David Blamires (sång, blandade instrument), Armando Marçal (percussion), Pedro Aznar (sång, gitarr, percussion), Richard Bona (sång, gitarr, bass & percussion). På den senaste turnén, då de lanserade skivan The Way Up, gick Grégoire Maret (munspel, percussion, sång) och Nando Lauria (gitarr, percussion, sång) med i gruppen. Pat Metheny har tagit emot 17 Grammy Awards med, och utanför The Pat Metheny Group tio Grammys i årsföljd.

## Inspiration
Som gitarrist brukar Metheny säga att Wes Montgomery är hans största, tidiga influens. Hans sätt att spela (likaså hans sound) visar också en betydelsefull påverkan av Jim Hall, Kenny Burrell, Joe Pass, och andra klassiska jazzmusiker. Metheny har lyssnat väldigt noga till utvecklingen av gitarrspelande i olika genrer, och är bekant i sitt spelande med rockgitarristen Eddie Van Halen till Windham Hill-artisten Leo Kottke.
Särskilt har han blivit påverkad av brasiliansk musik - både det europeiskt-influerade jazzljudet av bossa nova och även det intensiva rytmiska afro-brasilianska ljudet från landets nordöstra del. Metheny har levt i Brasilien och framträtt med flera lokala musiker som Milton Nascimento och Toninho Horta. Han är också en beundrare av flera popartister, inklusive The Beatles, James Taylor som han döpte sången "James" efter (på skivan Offramp) och Joni Mitchell, som han har spelat tillsammans på hennes Shadows and Light-turné.
Metheny har också uppgivit Ornette Coleman som en musikalisk påverkan. Han har också spelat in några av Colemans kompositioner på sina skivor (började med ett medley av "Round Trip" och "Broadway Blues" på hans debutalbum Bright Size Life). Metheny har även arbetat med Colemans samarbetare som Charlie Haden, Dewey Redman och Billy Higgins, och har också spelat in skivan Song X med Coleman.
Charlie Haden benämner Metheny en "Samtida Impressionist" i texten till deras album Beyond the Missouri Sky (Short Stories), och det märks ett tydligt släktskap i harmonik och stämningar med det arv som Bill Evans och Jim Hall införde i jazzen från Erik Satie och Claude Debussy och de andra tidiga impressionisterna. Det snarare än bluesen är Methenys musikaliska klangbotten.

## The Metheny Brothers
Pat Metheny har medverkat på några skivor av sin äldre bror, trumpetaren Mike Metheny , en talangfylld jazzmusiker och trumpetare bosatt i Kansas City, Missouri. Pat Metheny medverkade på Day In - Night Out (1986) och nu senast på Close Enough for Love (2001).